# 无边泳池 (电影)
《无边泳池》（英語：Infinity Pool）是布兰登·柯南伯格编剧并執導的一部2023年加拿大、克羅地亞和匈牙利科幻恐怖片，由亚历山大·斯卡斯加德、米娅·高斯和克利欧佩特拉·科尔曼主演。
该片2023年1月22日于2023年日舞影展全球首映，2023年1月27日在美国上映。

## 故事概要
一对富有的夫妇正在拉托尔卡（La Tolqa）的一个全包式岛屿度假村度假，殊不知酒店大门外竟隐藏着更危险的东西......

## 演员阵容
- 亚历山大·斯卡斯加德 饰演 詹姆斯·福斯特（James Foster）
- 米娅·高斯 饰演 蓋比·鮑爾（Gabi Bauer）
- 克利欧佩特拉·科尔曼（英语：Cleopatra Coleman） 饰演 艾梅·福斯特（Em Foster）
- 加里·勒斯培（英语：Jalil Lespert） 饰演 艾班·鮑爾（Alban Bauer）
- 托马斯·克莱舒曼 饰演 崔許警探（Detective Thresh）
- 阿曼达·布鲁盖尔（英语：Amanda Brugel） 饰演 珍妮佛（Jennifer）
- 卡洛琳·博尔顿（Caroline Boulton） 饰演 貝克絲（Bex）
- 约翰·拉尔斯顿（英语：John Ralston (actor)） 饰演 鮑伯·莫丹醫師（Dr. Bob Modan）
- 杰夫·里基茨（Jeff Ricketts） 饰演 查爾斯（Charles）
- 罗德里克·希尔（Roderick Hill） 饰演 愤怒的客人

## 制作

### 开发
布兰登·柯南伯格为《无边泳池》撰写了原创剧本，并预计将会执导该片。2019年5月，加拿大、匈牙利和法国等国家已经建立了国际联合制作关系，初步计划2019年底拍摄。直至2020年11月，克罗地亚和匈牙利的拍摄地点正式敲定，拍摄作业被推迟到2021年。2021年6月，宣布将由加拿大的Elevation Pictures和美国的霓虹娛樂负责发行。